# Ophioleila
Ophioleila is een geslacht van slangsterren uit de familie Hemieuryalidae.

## Soorten
- Ophioleila elegans A.H. Clark, 1949